# Parastrangalis diffluata
Parastrangalis diffluata là một loài bọ cánh cứng trong họ Cerambycidae.